# Kander
La Kander (in svizzero tedesco Chander) è un fiume dell'Oberland Bernese nel Canton Berna in Svizzera.
È lungo circa 47 km e ha un bacino imbrifero di 1094 km². Con una portata d'acqua media di quasi 43 m³/s, è il secondo affluente di sinistra dell'Aar. Il nome Kander deriva dalla radice preromanica (celtica) kando con il significato di bianco.

## Percorso
Nasce dal ghiacciaio del Kander situato ai piedi del Blümlisalp all'altezza di circa 2.300 m. Scorre dapprima nella Gasterntal e poi nella Kandertal. Dopo aver attraversato Kandersteg e Frutigen la valle percorsa dal fiume viene chiamata Frutigtal. Nei pressi di Wimmis riceve le acque della Simme.
La Kander si getta nel Lago di Thun all'altezza di 559 m tra Gwatt (comune di Thun) e Einigen (comune di Spiez). Il corso del fiume interessa i comuni di Kandersteg, Kandergrund, Frutigen, Reichenbach im Kandertal, Aeschi bei Spiez, Wimmis, Spiez, Reutigen, Zwieselberg e Thun.

## Affluenti
I principali affluenti di sinistra sono:
- Engstlige
- Simme
- Glütschbach

I principali affluenti di destra sono:
- Öschibach
- Chiene
- Suld